# 플렉소그래피

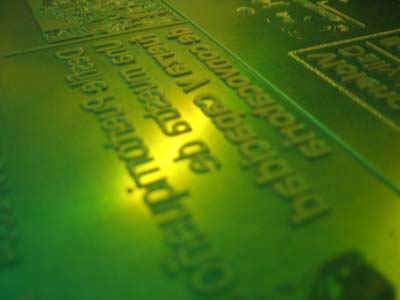
플렉소그래피 인쇄판

플렉소그래피(flexography), 플렉소인쇄술, 플렉소인쇄 또는 플렉소는 유연한 릴리프 플레이트를 활용하는 인쇄공정의 한 형태이다. 이는 본질적으로 플라스틱, 금속 필름, 셀로판 및 종이를 포함한 거의 모든 유형의 인쇄물에 인쇄하는 데 사용할 수 있는 고속 회전 기능으로 진화된 최신 버전의 활판 인쇄이다. 다양한 유형의 식품 포장에 필요한 비다공성 기판에 인쇄하는 데 널리 사용된다(대규모 단색 인쇄에도 적합함).